# حقوق التأليف والنشر في مصر
حقوق التأليف والنشر في مصر هو حق قانوني تم إنشاؤه سنة 1954 لحماية حقوق المؤلفين والكتاب في مصر وصدر قانون رقم 354 لسنة 1954 لكي يحمي جميع أنواع الملكية الفكرية، وحقوق المؤلف تبقى محميّة حتى فترة 50 سنة من بعد موته
تشمل الحماية بوجه عام مؤلفي المصنفات التي يكون مظهر التعبير عنها الكتابة أو الصوت أو الرسم أو التصوير أو الحركة مثل
- الكتب والكتيبات وغيرها من المواد المكتوبة.
- المصنفات التي تُلقى شفوياً كالمحاضرات والخطب والمواعظ وما يماثلها مثل الأشعار والأناشيد.
- المؤلفات المسرحية والتمثيليات والاستعراضات وما يماثلها من العروض التي تؤدى بحركات.
- المصنفات التي تعد خصيصاً لتذاع أو تعرض بواسطة الإذاعة أو التلفزيون.
- أعمال الرسوم وأعمال الفن التشكيلي والعمارة والفنون الزخرفية والحياكة الفنية.
- أعمال الفنون التطبيقية.
- أعمال التصوير الفوتوغرافي والصور الثابتة المنقولة عن طريق التلفزيون.
- الصور التوضيحية والخرائط الجغرافية والتصاميم والمخططات والأعمال التشكيلية المتعلقة بالجغرافية والطبوغرافيا أو العمارة أو العلوم.
- المصنفات المُجسَّمة المتعلقة بالجغرافية أو الطبوغرافيا أو العمارة أو العلوم.
- برامج الحاسب الألي.